# Giustina Demetz
Giustina Demetz, italijanska alpska smučarka, * 27. april 1951, Santa Cristina Gherdëina.
Nastopila je na olimpijskih igrah 1964 in 1968, kjer je najboljšo uvrstitev dosegla z enajstim mestom v smuku. Na svetovnih prvenstvih je leta 1966 osvojila peto mesto v kombinaciji in šesto v veleslalomu. V svetovnem pokalu je tekmovala štiri sezone med letoma 1967 in 1970 ter dosegla eno zmago v smuku. V skupnem seštevku svetovnega pokala se je najvišje uvrstila na deveto mesto leta 1967, ko je tudi osvojila tretje mesto v smukaškem seštevku. Desetkrat je postala italijanska državna prvakinja, štirikrat v veleslalomu, trikrat v smuku, dvakrat v slalomu in enkrat v kombinaciji.